# باتری اتمی

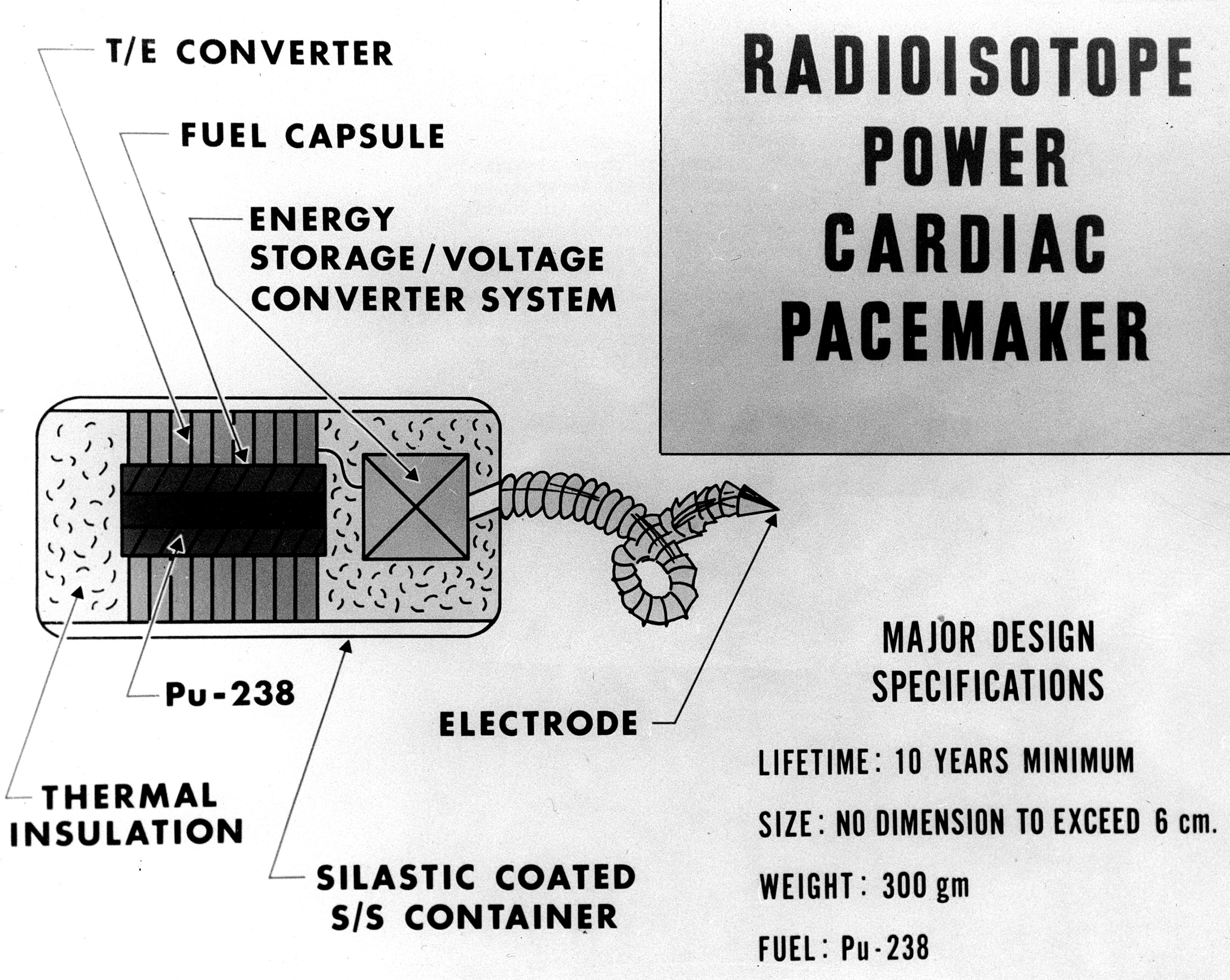
باتری

پیل هسته‌ای یا اتمی دستگاه تبدیل‌کننده انرژی اتمی به جریان برق مستقیم است. ساده‌ترین پیل شامل دو صفحه پخش‌کننده بتای خالص مانند استرانسیم ۹۰ و یک هادی مثل سیلسیوم است. پیل‌های هسته‌ای، باتری‌هایی با عمر بسیار طولانی (ده‌ها سال) هستند. در باتری‌های اتمی کنونی بر اثر پرتوزایی یک عنصر پرتوزا مانند پلوتونیم یا با استفاده از یونش ذرات آلفا یا بتای منتشر شده این عناصر و جذب یون‌های ایجاد شده به صفحات خاص، جریان و ولتاژ کوچکی در الکترودها ایجاد می‌شود که با جمع آن‌ها ولتاژ و جریان مناسبی برای استفاده در برخی از تجهیزات به‌دست می‌آید.
بیشتر این سیستم‌ها به دلیل عدم جذب کامل پرتوها و تبدیل قسمت اعظم انرژی آن‌ها به گرما دارای راندمان بسیار پایینی هستند. ولی در باتری اتمی با سیستم کنونی با استفاده از لایه‌های مختلف فلزی و تشکیل یک لایه نازک خلع، بیش از ۹۰ درصد انرژی جنبشی ذرات حتی پرتو گاما تبدیل به الکترون‌ها و یون‌های آزاد شده و با استفاده از صفحات الکترودهای باردار جریان آن‌ها جذب مدار می‌شود. در نتیجه جریان برق مناسبی از ان آزاد می‌شود. با توجه به جذب ۹۸ درصدی پرتو گاما در این باتری به صورت یونی، گرمای کمی در آن ایجاد می‌شود. در عوض، سیستم دارای ابعاد خیلی کوچکتر با راندمانی بیش از ۹۰ برابر باتری‌های فعلی است که حتی قادر به جایگزینی باتری‌های اسیدی و شیمیایی فعلی نیز هست.

## باتری‌های ایزوتوپی
جذب پرتوهای ناشی از یک رادیو نوکلویید توسط یک ماده یا یک منبع سبب بالا رفتن دمای آن خواهد شد. اختلاف درجه حرارت این منبع با درجه حرارت اطراف آن باعث ایجاد یک باتری ایزوتوپی می‌شود. به عبارتی نیروگاه‌های هسته‌ای را هم نوعی باتری قلمداد می‌کنند که انرژی حرارتی به‌طور ترمودینامیکی توربین نیروگاه را به حرکت درمی‌آورد. امروزه در باتری‌های کوچک‌تر ایزوتوپی مدرن، انرژی گرمایی با راندمان ۵ تا ۱۰ درصد می‌تواند به انرژی الکتریکی تبدیل شود. چنانچه تبدیل به انرژی الکتریکی از طریق روش ترمودینامیک انجام شود راندمان فوق تا حد بالاتری ارتقاء پیدا می‌کند.
بدیهی است پرتوزایی ناشی از پرتوها که حاصل فروپاشی اتم‌های رادیواکتیو است نسبتاً چیزی نیست. ولی در عین حال برای منظورهای خاص می‌توانند بسیار مفید باشند.
از این نوع باتری‌ها در فضاپیماهای طرح آپولو و وویجر استفاده شده است.

## کشورهای سازنده باتری اتمی
آمریکا، انگلیس، فرانسه، روسیه

## باتری هسته‌ای یا باتری اتمی و کاربردهای آن در صنعت
اصطلاحاتی از قبیل باتری اتمی، باتری هسته‌ای، باتری تریتیومی و ژنراتور رادیوایزوتوپ، همگی برای توصیف یک دستگاه مشخص به کار می‌روند؛ دستگاهی که از واپاشی ایزوتوپ‌های رادیواکتیو برای تولید برق استفاده می‌کند. این سیستم‌ها همانند راکتورهای هسته‌ای از انرژی اتمی برق تولید می‌کنند؛ اما با همدیگر تفاوت‌هایی دارند و از واکنش زنجیره‌ای همانندی استفاده نمی‌کنند. باتری‌های اتمی در مقایسه با باتری‌های دیگر بسیار پرهزینه هستند؛ اما در کنار هزینهٔ ساخت و نگه‌داری بالا، از عمر طولانی و تراکم انرژی بالایی برخوردارند. این ویژگی‌ها در واقع همان دلیلی است که آن‌ها را به‌عنوان یک منبع انرژی مناسب برای تجهیزاتی تبدیل می‌کند که باید برای مدت‌های طولانی به‌دور از نظارت و وارسی نزدیک باشند؛ از جملهٔ این تجهیزات می‌توان به فضاپیماها، ضربان‌سازهای قلب، سیستم‌های زیر آب و ایستگاه‌های علمی خودکار در نقاط دورافتادهٔ کرهٔ خاکی اشاره کرد.